# Benito Juárez, Tantima
Benito Juárez är en ort i Mexiko.   Den ligger i kommunen Tantima och delstaten Veracruz, i den sydöstra delen av landet, 260 km nordost om huvudstaden Mexico City. Benito Juárez ligger 84 meter över havet och antalet invånare är 418.
Terrängen runt Benito Juárez är platt åt nordost, men åt sydväst är den kuperad. Terrängen runt Benito Juárez sluttar norrut. Runt Benito Juárez är det ganska tätbefolkat, med 134 invånare per kvadratkilometer. Närmaste större samhälle är Naranjos, 9,3 km öster om Benito Juárez. Omgivningarna runt Benito Juárez är en mosaik av jordbruksmark och naturlig växtlighet.